# Keiichi Tsujiura
Keiichi Tsujiura (辻浦 圭一, Tsujimura Keiichi), né le 4 avril 1980 est un coureur cycliste japonais. Il est spécialiste du cyclo-cross et représente régulièrement son pays lors des grands rendez-vous tels que les Championnats du monde de cyclo-cross. Il détient également le record de titre de Champion du Japon de cyclo-cross avec 8 victoires dans la catégorie "Elite".

## Palmarès en cyclo-cross
- 2001-2002
  -  Champion du Japon de cyclo-cross espoirs
- 2002-2003
  -  Champion du Japon de cyclo-cross
  - cyclo-cross de Kansai
- 2003-2004
  -  Champion du Japon de cyclo-cross
- 2004-2005
  -  Champion du Japon de cyclo-cross
- 2005-2006
  -  Champion du Japon de cyclo-cross
  - cyclo-cross de Kansai
- 2006-2007
  -  Champion du Japon de cyclo-cross
  - cyclo-cross de Kansai
- 2007-2008
  -  Champion du Japon de cyclo-cross
  - cyclo-cross de Kansai
- 2008-2009
  - Cyclo-cross de Yasu City
- 2009-2010
  - Cyclo-cross de Shiga
- 2010-2011
  - Cyclo-cross de Yasu City
  - 2e du championnat du Japon de cyclo-cross

## Palmarès en VTT
- 2008
  - 2e du championnat du Japon de cross-country